# Agente End
Agente End es una coproducción hispano-italiana dirigida por Mino Guerrini y estrenada en el año 1968, en clave de espionaje. El título francés fue Bazooka pour un espion, porque en una secuencia el protagonista utiliza un bazooka.

## Argumento
Un agente secreto británico, Lester, se infiltra en una banda que intenta hacer revivir las doctrinas nazis de la mano de su jefe llamado KING, y que es interpretado por José Bódalo. Está provisto con unas gafas negras especiales que le permiten seguir el rastro de un dólar luminoso para sus ojos, pista en un importante caso que le permitirá impedir el lanzamiento de un cohete provisto de una bomba de hidrógeno.